# حسين السماهيجي
حسين السماهيجي شاعر معاصر من البحرين يسكن في قرية سماهيج، حاصل على الماجستير في الأدب العربي بدرجة الامتياز، من جامعة البحرين بدأ تجربته الشعرية عام 1986 له نتاجاتٌ عدة منشورة في بعض الجرائد والمجلات المحلية والعربية.

## الجوائز
- جائزة الإصدار المتميز التي تقدمها وزارة الإعلام- المرتبة الثانية، وذلك عن ديوان «نزوات شرقية»، ديسمبر 2002.
- حائز على جائزة مجلة «الصدى» الإماراتية عن ديوان «نزوات شرقية»، المرتبة الرابعة، 2001.
- إحراز المرتبة الأولى في جائزة الإبداع الأدبي لجامعة البحرين للعام 2000، في فن الشعر.
- إحراز الجائزة الأولى مناصفة في مجال الشعر، في جائزة راشد بن حميد للثقافة والعلوم في دولة الإمارات العربية المتحدة

## الإصدارات
- ما لم يقله أبو طاهر القرمطي، دار الكنوز الأدبية، بيروت 1996.
- الغربان، دار الكنوز الأدبية، بيروت 1999.
- امرأة أخرى، دار الكنوز الأدبية، بيروت 1999.
- نزوات شرقية، المؤسسة العربية للدراسات والنشر، ضمن مشروع النشر المشترك بين وزارة الإعلام البحرينية والمؤسسة العربية للدراسات والنشر، 2002.
- عبد الله الغذامي والممارسة النقدية والثقافية، دراسة نقدية (مشترك مع عدة مؤلفين)، المؤسسة العربية للدراسات والنشر، 2003.
- يترك لهم اثرا

## مهرجانات
- مهرجان الشباب الخليجي السابع للشعر والقصة الذي أقيم في الكويت، في الفترة من 22 إلى 26 أكتوبر عام 1995م.
- الملتقى الشعري الخامس لدول مجلس التعاون لدول الخليج العربية في إمارة أبوظبي (24-26 أبريل 2000م).
- مهرجان المربد في بغداد، دورة نوفمبر 2000م.
- مؤتمر اتحاد الأدباء والكتّاب العرب ومهرجان الشعر العربي في بغداد، في الفترة (21-28 يناير 2001م).